# 野田幹子
野田 幹子 (のだ みきこ、1965年11月2日 - ) は、日本のシンガーソングライター、シニア・ソムリエである。
身長169cm、血液型A型。現在、アクアプロモーションに所属。

## プロフィール
大阪府豊中市出身。金蘭会高等学校卒、甲南女子大学中退。17歳でスター誕生!に出場している。1986年に行われた第3回『ヤマハボーカルオーディション　ザ・デビュー』でグランプリ。これをきっかけにヤマハ音楽振興会所属となる。1987年にCBSソニーよりデビュー。柔らかい声質から「ベルベット・ヴォイス」とのキャッチフレーズがつけられ、同年齢・同年デビューである谷村有美の「クリスタル・ヴォイス」と対比された。
デビュー曲『太陽・神様・少年』はミノルタα7000のコマーシャルソングとして使われた。以降1991年まで5曲が同社のCMで使用されている。
CBSソニーよりベストを含めて10枚のアルバムを出した後、1996年よりBMGビクターに移籍。その後、後述のようにソムリエとしての活動に重点を移し、音楽の方はインディーズレーベルからアルバムを発表している。
これまでシングルは12枚、アルバムは18枚リリースしている。

## ソムリエとして
1997年9月にソムリエの資格を取得し、シンガーソングライターとの二足の草鞋を履いた。現在はシニアソムリエおよびチーズプロフェッショナルの資格を持ち、六本木のワインバー「カノン」の店長であり、田崎真也ワインスクールでワイン及びチーズの講師も務めている。
食&健康バラエティ★フーディーズTVの「田崎真也のワインな関係」、bayfmの「マリブ・マジカルパッセージ」にレギュラー出演。
2005年11月7日から11月17日まで、NHK教育テレビで放送された「NHKまる得マガジン-タイプ別にセレクト おいしいチーズ」に講師として出演した。
何冊かの書籍を著しており、2006年には『今日はこのワイン! 24のブドウ品種を愉しむ』（NHK出版）、『楽しい!オンナのヒトリメシ』（ゴマブックス）を出版している。

## 音楽以外の活動
トークのセンスを買われ、テレビ・ラジオのレギュラー10本以上を経験した。また1993年には映画「She's Rain」に教師役で出演し、ロケ地となった母校甲南女子大学の教壇に立っている。ミノルタ、JALなどのCMにも出演を果たしている。
テレビ・ラジオのメディアに登場することは最近では少ないが、2006年10月放送のTBSラジオ「伊集院光 日曜日の秘密基地」で、彼女の曲「インディ・ジョーンズ」が話題となって、電話出演をした。2007年9月には、坂井泉水追悼コンサートの司会を務めている。

## ディスコグラフィ

### シングル
| #    | 発売日         | タイトル                |
| ---- | -------------- | ----------------------- |
| 1st  | 1987年3月21日  | 太陽・神様・少年        |
| 2nd  | 1988年2月26日  | ほほにかかる涙～Fairy～ |
| 3rd  | 1988年11月21日 | 哀しみのダンス          |
| 4th  | 1989年1月21日  | 揺れる～I Miss You～    |
| 5th  | 1989年9月21日  | Singin' In The Snow     |
| 6th  | 1990年7月21日  | 8月の砂時計             |
| 7th  | 1990年11月21日 | Travelin' Heart         |
| 8th  | 1991年9月11日  | With You!               |
| 9th  | 1992年8月21日  | 彼のハートは夏でした    |
| 10th | 1995年6月21日  | Serious                 |
| 11th | 1996年3月23日  | Hope                    |
| 12th | 2017年3月1日   | 泡の人                  |

### アルバム
| #      | 発売日         | タイトル                                 |
| ------ | -------------- | ---------------------------------------- |
| 1st    | 1987年8月1日   | SWEET NOTHINGS                           |
| 2nd    | 1988年4月21日  | 太陽の東、月の西                         |
| 3rd    | 1989年1月21日  | 蒼空の一滴                               |
| 4th    | 1989年9月21日  | ハッピー・エンドが好き                   |
| 5th    | 1990年8月22日  | ヴァカンス、ヴァカンス                   |
| 6th    | 1990年12月1日  | Winter Couples(ビーチ・ボーイズカバー集) |
| ベスト | 1991年7月1日   | MIDI (ベストコレクションアルバム)        |
| 7th    | 1991年11月1日  | Rose C'est La Vie                        |
| 8th    | 1992年10月1日  | CUTE                                     |
| ベスト | 1993年9月22日  | Smile                                    |
| 9th    | 1996年4月24日  | New Look                                 |
| 10th   | 2000年2月2日   | Canon                                    |
| 11th   | 2006年1月11日  | 私の歩き方                               |
| ベスト | 2007年12月19日 | BLACK VELVET                             |
| 12th   | 2016年4月27日  | 香音な夜会                               |
| ライブ | 2017年6月28日  | debut 30th Live                          |
| 13th   | 2018年12月12日 | Toujours l'ete, Toujours avec toi        |

## その他
- FMリクエストアワー - 1989年、NHK-FM　土曜日15:15～18:00 森高千里と隔週交代で
- 泉谷しげるの土曜はまかせろ!!（ニッポン放送）